# Kladocere
Kladocere je red rakova koji pripada klasi branhiopoda koji su po mišljenjumnogih zoologa najprimitivnija grupa rakova o čemu, pored karakteristika recentnih grupa, svedoče i fosilni ostaci nadjeni u slojevima Kambrijuma. 

## Opis i građa
Cladocera su sitni rakovi, dugi samo nekoliko milimetara. Telo im je spljošteno, građeno od malog broja segmenata i skoro celo zatvoreno u dvokapi karapaks iz koga štrče samo deo glave sa antenama i vrh abdomena. Na glavi imaju krupno složeno oko nastalo srastanjem prvobitna dva, dok se ispod njega kod nekih nalazi naupliusovo oko. Antenule su im slabo razvijene, dok su antene krupne, dvograne i služe za lokomociju. Od usnih ekstremiteta razvijene su mandibule dok su maksile redukovane. Toraks je građen od 4-6 segmenata koje nose po par režnjevitih ekstremiteta. Njihova funkcija je respiracija I usmeravanje hrane prema ustima.

## Ishrana
Hrane se sitnim organizmima, bakterijama, algama, rotatorijama i drugim sitnim račićima.

## Ekologija
Čine veliki deo planktona u sredinama gde žive i značajne su karike u lancima ishrane. Njihove populacije nekada dostižu takvu gustinu da svojim prisustvom menjaju boju vode gde žive. One su nezamenjiva hrana brojnih riba. Za mnoge slatkovodne vrste je karakteristična partenogeneza. Tokom letnje sezone daju daju više partenogenetskih generacija ženki koje se razvijaju iz letnjih jaja. Ženke ih nose u marsupijumu (lažnoj komori) iznad leđa sve do izleganja larvi. U jesen se u populacijama javljaju i mužjaci koji kopuliraju sa ženkama. Zimska jaja su sa debljom jajnom opnom u odnosu na letnja jaja. Za neke Cladocera karakteristična je i ciklomorfoza. Ciklomorfoza je pojava morfološke raznolikosti tokom sezone koja je uslovljena abiotičkim faktorima, a pre svega temperaturnom. U biocenozama toplijih predela jedinke u populacijama su sitnije is a znatno dužim izraštajima na karapaksu . Jedinke iste vrste u predelima sa hladnom vodom se karakteriču 
krupnijim telom i kraćim nastavcima.

## Sistematika
Red Cladocera je klasifikovan u više familija.
Red Cladocera Latreille, 1829
- Podred Ctenopoda Sars, 1865
  - Holopediidae Sars, 1865
  - Sididae Baird, 1850
- Podred Anomopoda Stebbing, 1902
  - Bosminidae Baird, 1845
  - Chydoridae Stebbing, 1902
  - Daphniidae Straus, 1820
  - Gondwanotrichidae Van Damme et al., 2007[4][5]
  - Macrotrichidae Norman & Brady, 1867
- Podred Onychopoda Sars, 1865
  - Cercopagididae Mordukhai-Boltovskoi, 1968
  - Podonidae Mordukhai-Boltovskoi, 1968
  - Polyphemidae Baird, 1845
- Podred Haplopoda Sars, 1865
  - Leptodoridae Lilljeborg, 1900

## Literatura
- Dumont H.J., & Negrea S.V. Introduction to the Class Branchiopoda. Guides to the identification of the macroinvertebrates of the continental waters of the world. (Ed. H.J. F. Dumont). Backhuys Publishers, Leiden. 19: 1–398. 2002.  978-90-5782-112-7.
- Forró, L. et al. 2008 Global diversity of cladocerans (Cladocera; Crustacea) in freshwater. ISSN 0018-8158 Hydrobiologia 595: 177–184. Forró, L.; Korovchinsky, N. M.; Kotov, A. A.; Petrusek, A. (2008). „Global diversity of cladocerans (Cladocera; Crustacea) in freshwater”. Freshwater Animal Diversity Assessment. Developments in Hydrobiology. 198. стр. 177—184. ISBN 978-1-4020-8258-0. doi:10.1007/978-1-4020-8259-7_19.
- Fryer, Geoffrey; Boxshall, Geoffrey (2009). „The feeding mechanisms of Lynceus (Crustacea: Branchiopoda: Laevicaudata), with special reference to L. Simiaefacies Harding”. Zoological Journal of the Linnean Society. 155 (3): 513—541. doi:10.1111/j.1096-3642.2008.00455.x.
- Green, J. (1974). „Parasites and epibionts of Cladocera”. The Transactions of the Zoological Society of London. 32 (6): 417—515. doi:10.1111/j.1096-3642.1974.tb00031.x.
- Korovchinsky, N. M. (2006). „The Cladocera (Crustacea: Branchiopoda) as a relict group”. Zoological Journal of the Linnean Society. 147: 109—124. S2CID 84109910. doi:10.1111/j.1096-3642.2006.00217.x.
- Kotov, Alexey A. (2007). „Jurassic Cladocera (Crustacea, Branchiopoda) with a description of an extinct Mesozoic order”. Journal of Natural History. 41 (1–4): 13—37. Bibcode:2007JNatH..41...13K. S2CID 83483722. doi:10.1080/00222930601164445. PDF.
- Sinev, A.Y. & Berrios, V.L. 2010. The Cladocera (Crustacea: Branchiopoda) of six high altitude water bodies in the North Chilean Andes, with discussion of Andean endemism. Zootaxa 2430: 1–66. Preview (PDF).
- Milne-Edwards, H. 1840. Histoire naturelle des crustacés: comprenant l'anatomie, la physiologie et la classification de ces animaux. Librairie Encyclopédique de Roret 3: 1–605. Google Books
- Negrea, S., Botnariuc N. & Dumont H. J., 1999. Phylogeny, evolution and classification of the Branchiopoda (Crustacea). Hydrobiologia 412: 191–212.
- Olesen, Jørgen (1998). „A phylogenetic analysis of the Conchostraca and Cladocera (Crustacea, Branchiopoda, Diplostraca)”. Zoological Journal of the Linnean Society. 122 (4): 491—536. ISSN 0024-4082. S2CID 51987425. doi:10.1111/j.1096-3642.1998.tb02161.x.
- Smirnov, Nikolai N.; Kotov, Alexey A. (2010). „The Morphological Radiation of Setae in the Cladocera (Crustacea) and Their Potential for Morphogenesis”. International Review of Hydrobiology. 95 (6): 482—519. Bibcode:2010IRH....95..482S. ISSN 1434-2944. doi:10.1002/iroh.201011244.
- Van Damme, Kay; Dumont, Henri J. (2008). „Corrections and additions to the Dumontiidae Santos-Flores & Dodson, 2003 (Crustacea: Branchiopoda: Anomopoda), and implications for anomopod phylogeny”. Hydrobiologia. 598 (1): 399—401. Bibcode:2008HyBio.598..399V. ISSN 0018-8158. S2CID 37261394. doi:10.1007/s10750-007-9128-8.
- Webber, W.R. et al. [Chapter] EIGHT Phylum ARTHROPODA SUBPHYLUM CRUSTACEA shrimps, crabs, lobsters, barnacles, slaters, and kin. Pp. 98-232 in Gordon, D.P. (ed.): New Zealand inventory of biodiversity. Volume 2. Kingdom Animalia. Chaetognatha, Ecdysozoa, ichnofossils. 2010. ISBN 978-1-87725793-3.. Canterbury University Press, Christchurch, New Zealand.